# Maytenus quadrangulata
Maytenus quadrangulata är en benvedsväxtart som först beskrevs av Heinrich Adolph Schrader, och fick sitt nu gällande namn av Ludwig Eduard Theodor Loesener. Maytenus quadrangulata ingår i släktet Maytenus och familjen Celastraceae. Inga underarter finns listade.